# Pentapartito
Die Bezeichnung Pentapartito (deutsch: Fünferpartei) steht für die Regierungskoalition in Italien zwischen 1980 und 1992. Sie bestand aus den fünf Parteien Democrazia Cristiana (DC), Partito Socialista Italiano (PSI), Partito Socialista Democratico Italiano (PSDI), Partito Repubblicano Italiano (PRI) und Partito Liberale Italiano (PLI).
Die Koalition stellte die Regierung in der umstrittenen Zeit der Ersten Republik Italiens, in die der Korruptionsskandal fiel, welchen die juristische Untersuchung Mani pulite der Staatsanwaltschaft von Mailand nach sich zog. Darin waren praktisch alle Vorsitzenden der Pentapartito verwickelt: Giulio Andreotti, Arnaldo Forlani, Ciriaco De Mita und Paolo Cirino Pomicino aus der DC, Bettino Craxi aus der PSI, Renato Altissimo und Francesco De Lorenzo aus der PLI, Giorgio La Malfa aus der PRI und viele weitere.
Dieser Geschichtsabschnitt der italienischen Demokratie wird gemeinhin als Tangentopoli bezeichnet, welcher mit der Auflösung der ersten Regierung unter Giuliano Amato endete. Infolgedessen wurde der Vorsitzende der Banca d’Italia Carlo Azeglio Ciampi vom Präsidenten der Republik Oscar Luigi Scalfaro mit der Regierungsbildung beauftragt. Hauptanliegen der Regierung sollte der Kampf gegen die schwere wirtschaftliche Krise und die Reform des Wahlrechts sein. Nach der Einführung des Mehrheitswahlrechts für die Abgeordnetenkammer, wie auch für den Senat wurden 1994 neue Parlamentswahlen in Italien abgehalten. Bei dieser stürzte die inzwischen in Partito Popolare Italiano (PPI) umbenannte Democrazia Cristiana massiv ab. Die anderen vier Parteien verschwanden gänzlich in der politischen Bedeutungslosigkeit, die PLI hatte sich sogar schon vor der Wahl aufgelöst. Damit endete das System der sogenannten Ersten Republik. Stattdessen bildeten sich neue Parteien, wie Forza Italia, die viele Politiker der ehemaligen Pentapartito anzog.